# Jason Azzopardi
Pour les articles homonymes, voir Azzopardi.
Jason Azzopardi (né le 16 mars 1971 à Malte), est un homme politique maltais. Il est ministre des Consommateurs et de la Concurrence depuis 2008.